# Athenaeum Illustre de Ámsterdam

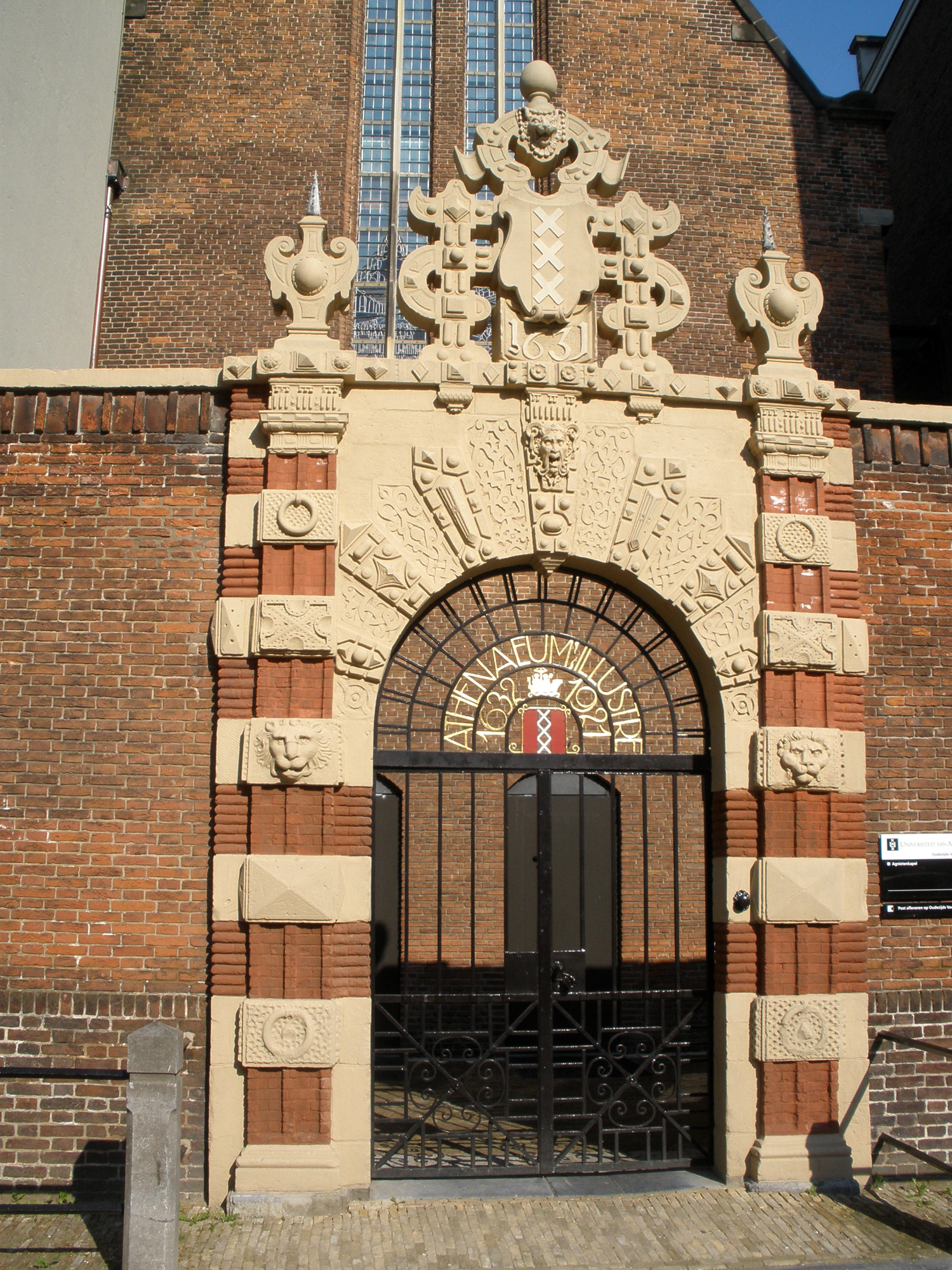
Puerta de entrada (del año 1921) a la antigua aula del Athenaeum Illustre de Ámsterdam, la llamada capilla y convento de las hermanas de santa Inés (Agnietenkapel) originariamente de 1544

El Athenaeum Illustre de Ámsterdam, o Amsterdamse Atheneum, era un instituto de educación preuniversitaria en Ámsterdam que existió desde 1632 hasta 1877 y es considerado como el precursor de la Universidad de Ámsterdam.

## Historia de la fundación
Tras adherirse al levantamiento contra el rey español Felipe II en el año 1578, la ciudad de Ámsterdam se constituyó en uno de los principales centros de comercio el mundo durante la Edad de Oro de los Países Bajos. En gran parte merced a la caída de Amberes como potencia comercial, Ámsterdam llegó a ser el puerto más grande del mundo con su propia flota, la cual desempeñó un papel importante en el comercio marítimo mundial. La ciudad entró así en un período de prosperidad sin precedentes. Tuvieron lugar en esa misma época la fundación de la bolsa y del banco de cambio de Ámsterdam, estableciéndose ésta como un lugar primordial para las finanzas.
Esto ocasionó un notable crecimiento demográfico, siendo atraídos a la ciudad muchos habitantes adinerados de todas partes de Europa. Este crecimiento se manifestó especialmente en las áreas del comercio, las ciencias y las artes. El consecuente aumento de la demanda de educación superior indujo a que los gobernantes de la ciudad mandaran en 1629 fundar un colegio cuyo nombre sería en latín: Athenaeum Illustre.
Para la ubicación del Athenaeum Illustre se escogió el monasterio de santa Inés de Roma fundado por las monjas clarisas en 1397 y, por ese motivo, conocido como la capilla de las hermanas de santa Inés (Agnietenkapel). Este monasterio había sido reconstruido en el canal Oudezijds Voorburgwal en el año 1470 después de sufrir un incendio en 1452. En el siglo XVI el monasterio había perdido su relevancia religiosa debido a la reforma protestante, a causa de la cual el monasterio cayó en manos del ayuntamiento después de una remodelación en 1578. Con el edicto del 11 de diciembre de 1630 que ordenó la construcción del Athenaeum Illustre, se comenzó de nuevo la renovación del edificio, la cual labor se completó en 1631. Del monasterio original finalmente sólo se conservó la capilla de santa Inés.

## La fundación y su relevancia
Con la inauguración del Athenaeum Illustre el 8 de enero de 1632, el concejo municipal tuvo el objetivo de brindar a los futuros estudiantes la oportunidad de perfeccionar su preparación para el ingreso en una universidad. Pues hasta ese momento Ámsterdam solo había contado con una escuela de latín hasta el séptimo grado. El concejo consideraba que los alumnos eran aún demasiado jóvenes con 13 años como para incorporarse a la agitada vida estudiantil en otra ciudad. En efecto, Ámsterdam carecía de universidad y no podía tenerla debido a la oposición de Leiden, única ciudad en los Países Bajos con licencia de tener una universidad. Y así se ofreció a los jóvenes de Ámsterdam la posibilidad de completar su formación en su propia ciudad, aunque los que deseaban obtener el grado de doctor debían aún acudir a una universidad autorizada.

## Illustres Athenaei doctores
Se consiguió ganar al catedrático de historia de Leiden, el profesor Gerardo Juan Vossius (Voss), cuya lección inaugural se titulaba De utilitate historiae. Al día siguiente, el 9 de enero, Gaspar Barlaeus (van Baerle), profesor de filosofía, pronunció su discurso introductorio Mercator sapiens sive Oratio de conjungendis mercaturae et philosophiae studiis, es decir: «El comerciante sabio o El discurso sobre la necesidad de casar los estudios del comercio y de la filosofía». A estos dos eruditos se sumó en 1634 Martín Hortensius (1605-1639) como catedrático de matemáticas.
Además se estudiaron allí otras disciplinas. Por ejemplo, Juan Cabeljauw (1600-1652) asumió en 1640 la cátedra de Derecho y en 1660 se supo incorporar a Gerardus Blasius (1625-1682), representante de las ciencias médicas, que comenzó sus lecciones en el Hospital de San Pedro (Sint Pietersgasthuis), ahora conocido como el Binnengasthuis. Especialmente este campo de la ciencia tuvo un apogeo merced a los anatomistas Nicolás Tulp y Federico Ruysch. 
Al principio las lecciones, siempre en latín, se pronunciaban en la susodicha Capilla de santa Inés, pero pronto, con el número creciente de profesores y oyentes, ésta no daba abasto. Por eso los profesores impartían sus clases cada vez más en aulas privadas o preparadas para la ocasión. Además de las disciplinas ya mencionadas se daban también conferencias teológicas y entraron en el plan de estudios los cursos de griego y lenguas orientales, así como las asignaturas universitarias de retórica y ética. Se había creado también un teatro anatómico, donde tenían lugar las lecciones de medicina y, ya desde 1632, una biblioteca creciente en el primer piso de la institución.

## Alumnos destacados
Debido al espacio limitado de sus instalaciones el Athenaeum Illustre continuó siendo un instituto relativamente pequeño con no más de ocho profesores y unos 250 alumnos. Aun así salieron muchos alumnos ilustres de él, ya que se convirtió en la institución por excelencia donde la élite de los Países Bajos recibía su educación. Sin embargo, seguía siendo imposible obtener grados universitarios en él. Después de que en 1815 el Ateneo Ilustre fuera reconocido por el Estado como una institución de formación superior, la capilla de santa Inés se fue deteriorando paulatinamente. Además la colección de la biblioteca había crecido tanto que en 1860 el Concejo de la ciudad decidió dar al Ateneo una nueva sede en la antigua casa de los arqueros (Handboogdoelen), donde comenzó a funcionar el 1 de octubre de 1862. En el año 1877 el Athenaeum Illustre dejó de existir para convertirse en la Universidad Municipal de Ámsterdam.
En 2012 una nueva asociación privada fue fundada con el nombre de Athenaeum Ilustre y con el propósito de restablecer la tradición del antiguo instituto, especialmente en lo que se refiere al estudio de las lenguas clásicas y las humanidades.
- Datos: Q505639
- Multimedia: Athenaeum Illustre of Amsterdam / Q505639